# Eugnophomyia fuscocostata
Eugnophomyia fuscocostata är en tvåvingeart som först beskrevs av Alexander 1959.  Eugnophomyia fuscocostata ingår i släktet Eugnophomyia och familjen småharkrankar. Inga underarter finns listade i Catalogue of Life.